# Аналітичний параліч

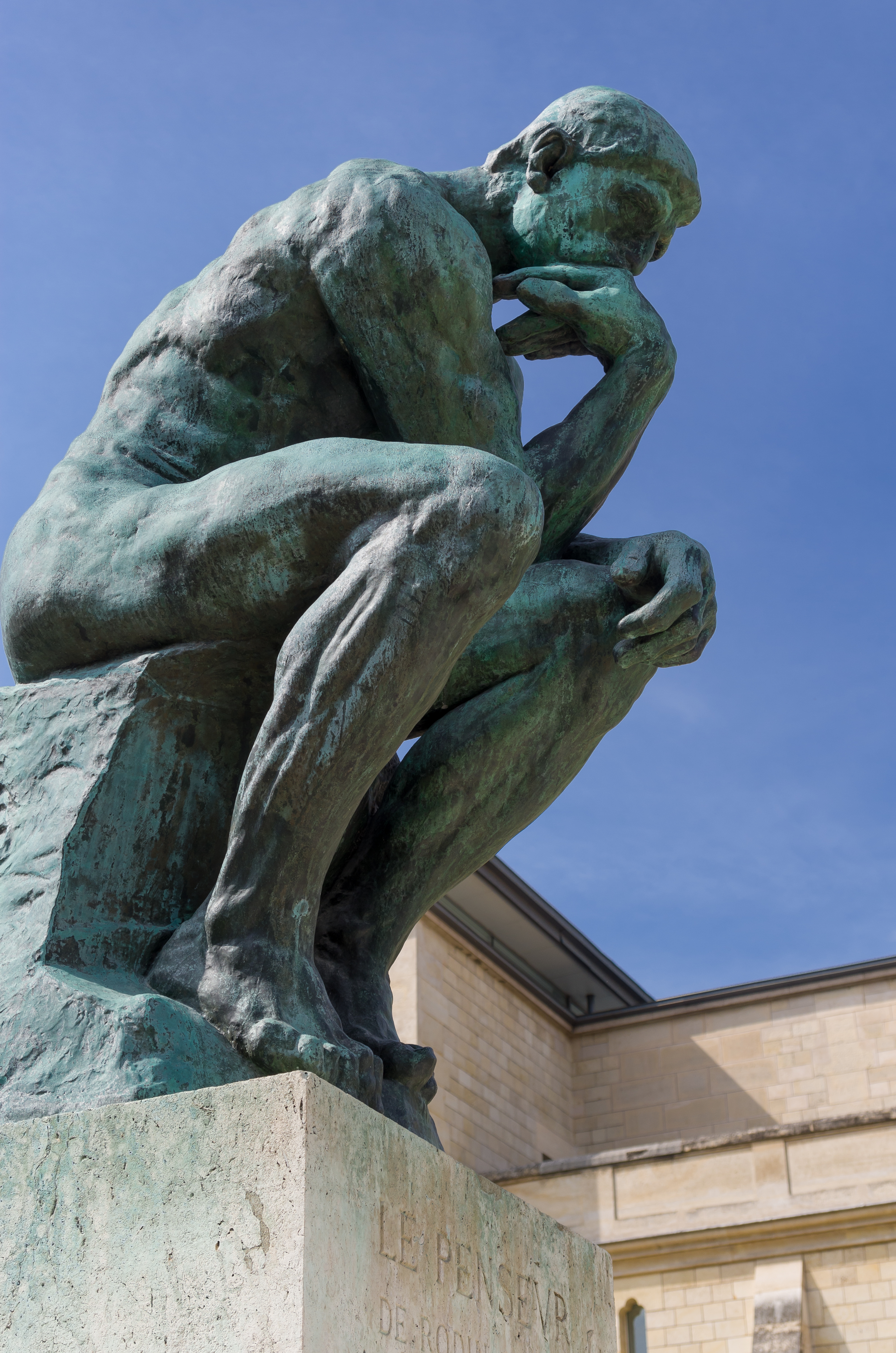
Мислитель

Аналітичний параліч описує індивідуальний або груповий процес, коли надмірний аналіз або надмірне обдумування ситуації може спричинити «паралізування» руху вперед або ухвалення рішень, тобто неможливо ухвалити рішення чи курс дій протягом природного періоду часу. Ситуація може здатися надто складною, і через це рішення не приймається або приймається занадто пізно через тривогу, що може виникнути потенційно більша проблема. Людина може бажати ідеального рішення, але може боятися ухвалення рішення, яке може призвести до помилки, перебуваючи на шляху до кращого рішення.
Аналітичний параліч — це коли страх зробити помилку або страх упущення кращого рішення переважує реалістичне очікування або потенційну цінність успіху рішення, ухваленого вчасно. Цей дисбаланс призводить до сповільнення процесу ухвалення рішень у несвідомому намаганні зберегти наявні варіанти. Величезна кількість варіантів може перевантажити ситуацію та спричинити цей «параліч», через що не виходить прийти до висновку. Це може стати більшою проблемою в критичних ситуаціях, коли потрібно ухвалити рішення, але людина не в змозі надати відповідь достатньо швидко, що потенційно може спричинити більшу проблему, ніж вона мала б, якби ухвалила рішення.

## Історія
Основна ідея була виражена через розповідь кілька разів. В одній з байок Езопа, яка була записана ще до часів Езопа, «Лисиця і кіт», лисиця хвалиться «сотнями способів втечі», тоді як у кота є «лише один». Коли вони чують наближення гончих, кіт біжить на дерево, а «лисиця в розгубилася і була наздогнана гончими». Закінчується байка мораллю: «Краще один безпечний шлях, ніж сто, на які не можна розраховувати». Пов’язані концепції виражаються дилемою Сороконіжки, як несвідома діяльність порушується свідомою думкою про неї, і казкою про Буриданівого віслюка, парадоксом раціонального ухвалення рішень із рівними варіантами.

## Розробка програмного забезпечення
У розробці програмного забезпечення аналітичний параліч зазвичай проявляється через водоспадну модель з надзвичайно тривалими фазами планування проекту, збору вимог, розробки програми та моделювання даних, які можуть створювати невелику додаткову цінність або взагалі не створювати ці кроки та ризикувати багатьма переглядами. Якщо розтягнутись на надто довгі часові рамки, такі процеси, як правило, підкреслюють організаційний (тобто бюрократичний) аспект проекту програмного забезпечення, водночас відволікаючись від його функціональної (створюючої цінності) частини.
Аналітичний параліч може виникнути через відсутність досвіду у таких працівників, як системні аналітики, менеджери проектів або розробники програмного забезпечення, і це може бути наслідком жорсткої та формальної організаційної культури. Однак, за словами Рама Чарана, нерішучість у бізнесі зазвичай є результатом недостатньої кількості людей, які діють або говорять про неефективність компанії. Аналітичний параліч також може виникнути внаслідок великого досвіду чи експертних знань, які слугують для збільшення кількості варіантів і міркувань, які з’являються в кожному пункті ухвалення рішення.

## Ігри
Ігри створюють мікросвіт для ухвалення рішень, де можуть бути супротивники, прихована або відсутня інформація, випадкові події, складні варіанти та наслідки. У цьому контексті аналітичний параліч означає стан, коли гравець настільки перевантажений доступними ходами та їхніми наслідками, що хід гравця займає надто багато часу. Це може посилитися в програшній позиції, коли гравець наполегливо шукає виграш або навмисно відкладає гру, щоб запобігти офіційному програшу. Конотація часто є принизливою, маючи на увазі, що уповільнення гри зменшило задоволення інших гравців. Деякі ігри явно додають кінцеві терміни (наприклад, із шаховим годинником або таймером для яєць). У шахах це уповільнення гри називається синдромом Котова, і в шахових матчах на час може призвести до проблем із часом. Хороший ігровий дизайн може зменшити ймовірність аналітичного паралічу в ігровому процесі. Сам дизайн гри також може бути чутливим до аналітичного паралічу.